# Paul Barker
 (mars 2022).
La mise en forme du texte ne suit pas les recommandations de Wikipédia : il faut le « wikifier ».
Les points d'amélioration suivants sont les cas les plus fréquents. Le détail des points à revoir est peut-être précisé sur la page de discussion.
- Les titres sont pré-formatés par le logiciel. Ils ne sont ni en capitales, ni en gras.
- Le texte ne doit pas être écrit en capitales (les noms de famille non plus), ni en gras, ni en italique, ni en « petit »…
- Le gras n'est utilisé que pour surligner le titre de l'article dans l'introduction, une seule fois.
- L'italique est rarement utilisé : mots en langue étrangère, titres d'œuvres, noms de bateaux, etc.
- Les citations ne sont pas en italique mais en corps de texte normal. Elles sont entourées par des guillemets français : « et ».
- Les listes à puces sont à éviter, des paragraphes rédigés étant largement préférés. Les tableaux sont à réserver à la présentation de données structurées (résultats, etc.).
- Les appels de note de bas de page (petits chiffres en exposant, introduits par l'outil «  Source ») sont à placer entre la fin de phrase et le point final[comme ça].
- Les liens internes (vers d'autres articles de Wikipédia) sont à choisir avec parcimonie. Créez des liens vers des articles approfondissant le sujet. Les termes génériques sans rapport avec le sujet sont à éviter, ainsi que les répétitions de liens vers un même terme.
- Les liens externes sont à placer uniquement dans une section « Liens externes », à la fin de l'article. Ces liens sont à choisir avec parcimonie suivant les règles définies. Si un lien sert de source à l'article, son insertion dans le texte est à faire par les notes de bas de page.
- La présentation des références doit suivre les conventions bibliographiques. Il est recommandé d'utiliser les modèles {{Ouvrage}}, {{Chapitre}}, {{Article}}, {{Lien web}} et/ou {{Bibliographie}}. Le mode d'édition visuel peut mettre en forme automatiquement les références.
- Insérer une infobox (cadre d'informations à droite) n'est pas obligatoire pour parachever la mise en page.

Pour une aide détaillée, merci de consulter Aide:Wikification.
Si vous pensez que ces points ont été résolus, vous pouvez retirer ce bandeau et améliorer la mise en forme d'un autre article.
Paul Gordon Barker (né le 8 février 1959), également surnommé Hermes Pan, est l'ancien bassiste, producteur et ingénieur du groupe de métal industriel Ministry de 1986 à 2003. Avant Ministry, Barker est bassiste dans le groupe post-punk de Seattle The Blackouts aux côtés du futur batteur de Ministry Bill Rieflin et de son frère, ancien claviériste / saxophoniste en tournée de Ministry, Roland Barker, de 1979 à 1985.

## Ministry
Débutant comme bassiste pour la tournée Twitch de Ministry en 1986, Barker collabore avec le leader Al Jourgensen sur l'album The Land of Rape and Honey en 1988. Durant les presque vingt années où Barker participe au groupe, lui et Jourgensen en sont les seuls membres permanents. La dynamique entre ces deux personnalités différentes façonne le son de Ministry, ainsi que celui d'un certain nombre de projets parallèles dans lesquels ils sont impliqués.
En 2003, Barker quitte le groupe un an après la sortie de leur huitième album Animositisomina. La décision est officialisée après la mort de son père. Bien qu'il ait été dans Ministry pendant près de 18 ans, Jourgensen n'a rien fait pour encourager son départ. "Au fil des ans nous avons eu des relations tendues ainsi que de bons moments, et la dernière tournée n'était pas différente de toutes les autres. Ce qui veut dire que c'était extrêmement difficile, très intense, et très marrant", déclare Barker .
On pense souvent que Jourgensen et Barker sont de proches camarades et que ce dernier a joué un rôle créatif énorme dans le groupe. Jourgensen réfute ces affirmations en disant que leur relation ressemblait plus à un mariage arrangé et "acrimonieux". Il déclare qu'ils n'ont jamais été des amis mais des partenaires de business . Depuis qu'il a quitté Ministry, Barker a pris ses distances avec Jourgensen et les deux n'ont presque rien de positif à dire sur leur relation au sein du groupe.
Barker est cité dans une interview de 2011 selon laquelle il est "dur de regarder" le documentaire Fix: The Ministry Movie du groupe car il ne peut plus s'y associer . Lorsqu'on lui demande dans une interview en 2015 s'il retravaillerait un jour avec Jourgensen, il répond: "Je suis assez convaincu que nous ne travaillerons pas ensemble. Nous avons zéro relation maintenant." Lorsqu'on lui demande pourquoi il a quitté Ministry, il répond qu'il n'avait plus la volonté de supporter la stupidité et a décidé que ça suffisait .
Barker est depuis passé à autre chose et en 2016, semble avoir plus ou moins fait la paix avec Ministry. "Bien sûr, ce fut une période très intense et extrêmement enrichissante. C'était il y a pas mal de temps et j'y pense rarement. Je suis toujours passionné par la musique la plus heavy et la plus laide, et il est maintenant difficile de trouver le temps pour ces activités. Je ne suis pas en contact direct avec Al actuellement" .
En 2018, Jourgensen reprend contact avec Barker. Il le contacte alors qu'ils faisaient tous les deux des apparitions lors de projections pour le documentaire Industrial Accident: The Story of Wax Trax! Records. Jourgensen déclare qu'il était désireux de collaborer avec Barker très rapidement .

## Post-Ministry
Depuis 2003, Barker passe son temps à enregistrer de nouveaux morceaux, produisant des groupes comme I Love You But I've Chosen Darkness et collaborant avec des artistes tels que Stayte (sur leur EP 2007 Cognitive Dissonance (The Art of Lying To Yourself)). Il rejoint USSA avec Duane Denison (Tomahawk, ex- The Jesus Lizard) en tant que bassiste. Le premier album de son projet solo Flowering Blight,, intitulé The Perfect Pair, est sorti le 19 novembre 2008 via leur site officiel.
En 2011, Barker remixe la chanson Self Inflicted Oppression de Deadly Apples avec des extraits du Psalm 69 de Ministry. Le remix est présenté sur la bande originale du film documentaire Fix: The Ministry Movie .
Barker publie Fix This !!! le 10 avril 2012. Cet album présente des invités tels que Chris Connelly, Ogre, Taylor Momsen, Puscifer, Deadly Apples, Alexis SF Marshall, Joshua Bradford et Devix Szell .
En 2015, Barker rejoint l'affiche de la tournée du supergroupe rock Puscifer en tant que bassiste .
Paul est également l'un des fondateurs de Malekko Heavy Industry Corporation, un fabricant de modules de synthétiseur et de pédales d'effets pour guitare .

## Groupes
- The Blackouts (1979-1985)
- Ministry (1986–2003)
- Pailhead (1987–1988)
- Revolting Cocks (1987-1993, 2016-présent)
- Lard (1988–2000)
- Lead into Gold (1988–1990, 2015, 2017-présent)
- 1000 DJ homos (1988, 1990)
- Acid Horse (1989)
- PPT (1989)
- Pigface (1990)
- Pink Anvil (2001, 2003)
- U.S.S.A. (2006-présent)
- Flowering Blight (2008)
- Bells into Machines (2013-présent)
- Puscifer (2015-présent, tournée)